# Jößnitz
Jößnitz ist ein Stadtteil von Plauen im Vogtland in Sachsen und ein staatlich anerkannter Erholungsort.

## Geografie

### Geografische Lage
Jößnitz liegt im Zentrum des Vogtlandes, fünf Kilometer nördlich von Plauen, zu dem es 1999 eingemeindet wurde. Das Dorf liegt ca. 400 m über NN und ist umgeben von mehreren Pöhlen, diese für das Vogtland typischen bewaldeten Kuppen vulkanischen Ursprungs bestehen aus sehr flachgründigen Böden und meist aus Diabas. Drei Pöhle der Gemeinde wurden als Flächennaturdenkmal ausgewiesen.
Auf dem Totenpöhl wurden im 17. Jahrhundert die Opfer der Pestepidemien begraben, davon hat der Pöhl seinen Namen erhalten. Der mit einem Laubmischwald bewachsene Pöhl ist von einem für die Region typischen Heckensaum umgeben.
An dem nach seinen Besitzern benannten Poppenpöhl wurde bis in die 1950er Jahre Diabas abgebaut. Bewachsen ist er mit einem Eichen-Winterlinden-Wald, und in der Sohle des ehemaligen Steinbruchs entwickelten sich allmählich Pionierpflanzen. Hier ist auch die in Sachsen vom Aussterben bedrohte Prachtnelke zu finden.
Der ebenfalls nach seinen Besitzern benannte Hornhübel zeichnet sich durch sein sehr kalkhaltiges Diabasmantelgestein aus. Der hohe Kalkgehalt wirkt sich aber durch den überwiegenden Bewuchs mit Fichten floristisch nicht aus. Besonders Vögel sind hier sehr artenreich vertreten.
Die Fläche der von Jößnitz besteht zu 64,3 % aus Landwirtschaftlicher Nutzfläche und zu 23 % aus Wald. Die restliche Fläche sind Straßen, Wohn- und Industrieflächen.

### Nachbargemeinden und Gemeindegliederung
Jößnitz grenzt an fünf weitere Stadtteile Plauens und an zwei Ortsteile zweier Gemeinden des Vogtlandkreises.
|                                   | Steinsdorf                                  | Trieb (Gemeinde Pöhl)   |
| Syrau (Gemeinde Rosenbach/Vogtl.) | Kompassrose, die auf Nachbargemeinden zeigt | Röttis                  |
| Kauschwitz                        | Haselbrunn                                  | Reißigwald mit Lochhaus |

Zur Ortschaft gehören neben dem Hauptort Jößnitz die Ortsteile Röttis, Steinsdorf und Oberjößnitz.

## Geschichte
Der Ort wurde 1230 Gesnitz erwähnt. Es handelte sich um ein erweitertes Platzdorf mit Rundweilerteil in Blockflur. Der Ort gehörte bis ins 19. Jahrhundert zum Amt Plauen, später zur Amtshauptmannschaft Plauen und anschließend zum Landkreis Plauen. 1969 wurde Röttis eingemeindet und 1993 folgte Steinsdorf. Zum 1. Januar 1999 erfolgte schließlich die Eingemeindung Jößnitz’ in die damals noch kreisfreie Stadt Plauen.
Jößnitz gehört heute zu den touristisch bedeutenden sächsischen Kur- und Erholungsorten, besonderen Aufschwung erhielt der Fremdenverkehr zu DDR-Zeiten durch Errichtung eines Bettenhauses für das dortige FDGB-Ferienheim in den Jahren 1970/71.

### Einwohnerentwicklung
Entwicklung der Einwohnerzahl:
| - 1557: 030 besessene Mann, 1 Gärtner, 11 Inwohner - 1764: 028 besessene Mann, 14 Häusler, 5 2/3 Hufen je 30 Scheffel - 1834: 319 - 1871: 451 - 1890: 511 | - 1910: 0807 - 1939: 1464 - 1946: 2251 - 1950: 1973 - 1964: 1765 | - 1990: 1708 - 2002: 2372 - 2008: 2673 - 2011: 2381 |

## Politik

### Ortschaftsrat
Der Ortschaftsrat für Jößnitz, Röttis und Steinsdorf besteht seit der letzten Wahl am 26. Mai 2019 aus acht Mitgliedern mit Vertretern der CDU, der SG Jößnitz und der FDP.
Ehrenamtlicher Ortsvorsteher ist Michael Findeisen (CDU).
Die Ortschaftsratswahlen von 1999 bis 2019 hatten folgende Ergebnisse (zum Vergleich ist auch noch die letzte Wahl zum Gemeinderat 1994 mit aufgeführt):
| Parteien und Wählergemeinschaften | Parteien und Wählergemeinschaften           | 2019 | 2019  | 2014 | 2014  | 2009 | 2009  | 2004 | 2004  | 1999 | 1999  | 1994 | 1994  |
| Parteien und Wählergemeinschaften | Parteien und Wählergemeinschaften           | %    | Sitze | %    | Sitze | %    | Sitze | %    | Sitze | %    | Sitze | %    | Sitze |
| SG J e. V.                        | Sportgemeinschaft Jößnitz e. V.             | 42,1 | 4     | 27,1 | 3     | 19,5 | 2     | 21,0 | 2     | 13,1 | 1     | 10,2 | 1     |
| CDU                               | Christlich Demokratische Union Deutschlands | 40,8 | 3     | 42,1 | 3     | 18,2 | 2     | 17,1 | 2     | 24,5 | 3     | 12,8 | 1     |
| FDP                               | Freie Demokratische Partei                  | 17,1 | 1     | 17,1 | 1     | 26,3 | 3     | 21,4 | 2     | 19,1 | 2     | 44,8 | 5     |
| Linke                             | Die Linke                                   | --   | --    | 13,7 | 1     | 21,8 | 2     | 22,5 | 2     | 18,1 | 2     | 14,4 | 1     |
| FVSJ                              | Förderverein Schloß Jößnitz e. V.           | --   | --    | --   | --    | 8,5  | 0     | 11,1 | 1     | 15,0 | 1     | 9,7  | 1     |
| DSU                               | Deutsche Soziale Union                      | --   | --    | --   | --    | 5,7  | 0     | 6,9  | 0     | 10,1 | 1     | 8,1  | 1     |
| Gesamt                            | Gesamt                                      | 100  | 8     | 100  | 8     | 100  | 9     | 100  | 9     | 99,9 | 9     | 100  | 10    |
| Wahlbeteiligung in %              | Wahlbeteiligung in %                        | 69,1 | 69,1  | 54,8 | 54,8  | 48,7 | 48,7  | 46,4 | 46,4  | 54,2 | 54,2  | 75,3 | 75,3  |

1. ↑  1994 fand die letzte Wahl zum Gemeinderat der damals noch selbstständigen Gemeinde statt.
2. ↑  Bis 2004 als Partei des Demokratischen Sozialismus (PDS).
3. ↑  Die restlichen Stimmen zu 100 % entfielen auf einen Einzelbewerber.

### Partnergemeinde
Die Partnergemeinde von Jößnitz ist die im mittelfränkischen Landkreis Ansbach gelegene Stadt Heilsbronn.

## Kultur und Sehenswürdigkeiten

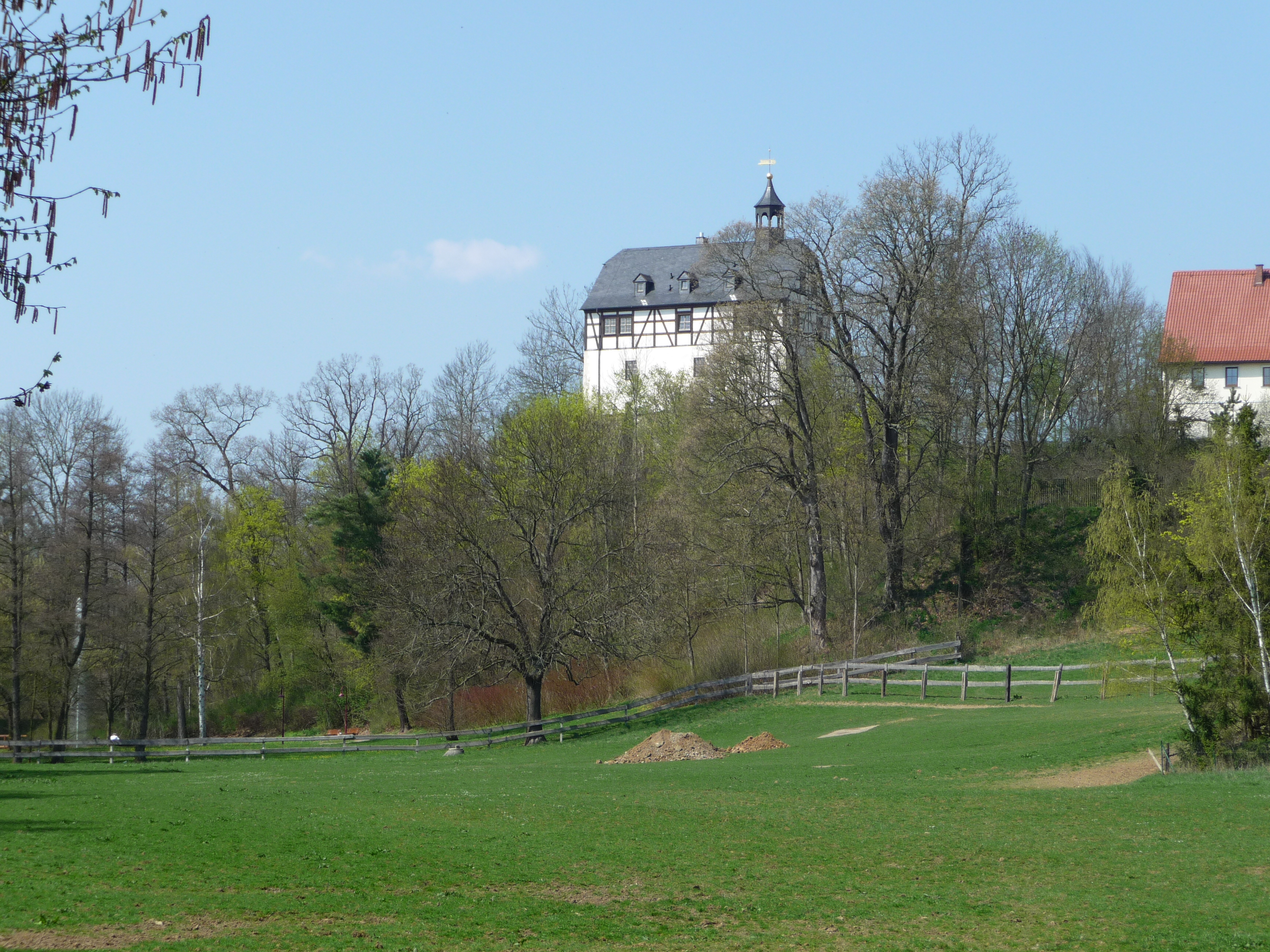
Schloss in Jößnitz

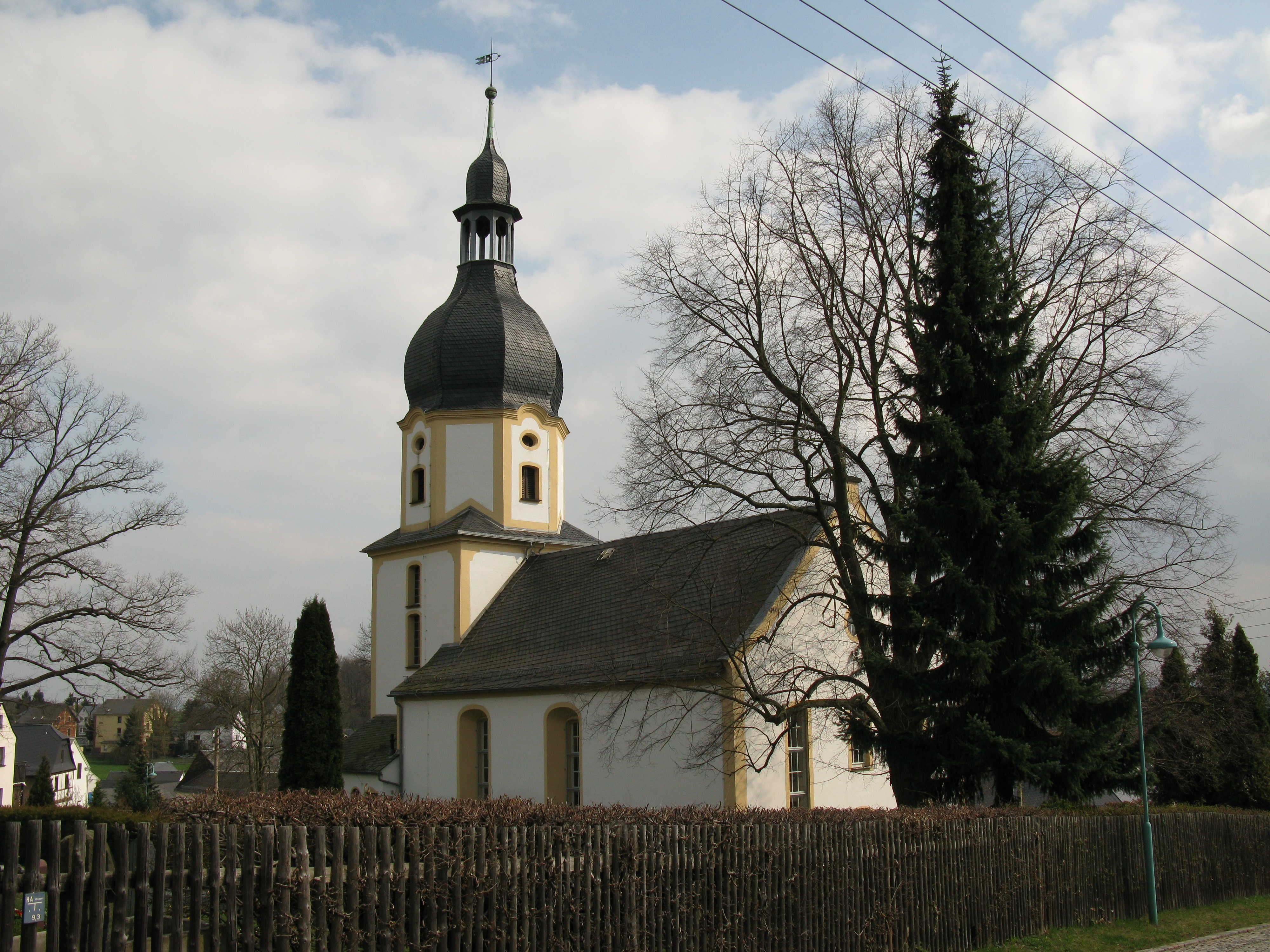
Die Dorfkirche Jößnitz

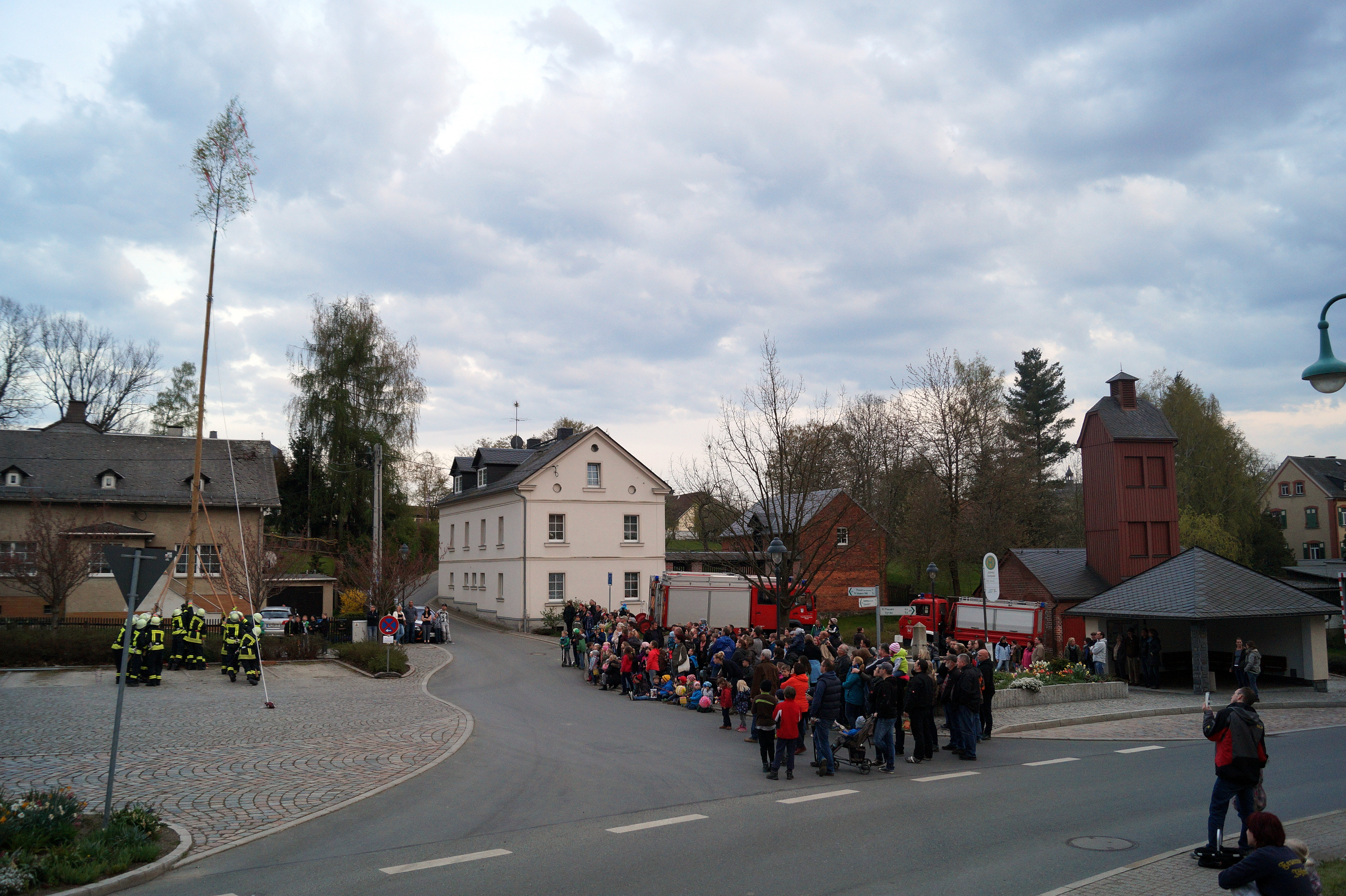
Maibaumsetzen durch die Freiwillige Feuerwehr Jößnitz 2016

Das alte Schloss Jößnitz befindet sich auf einem ins Tal vorspringenden Hügel, an dessen Fuß der Schlosspark liegt. Dort befinden sich neben Grünanlagen ein Teich und das alte Badehäuschen. Im Park fließt der Kaltenbach, der den Ort in südöstlicher Richtung durchquert und vorbei an der Pfaffenmühle in die Weiße Elster fließt. Von der Terrasse des Schlosses kann man in Richtung Oberes Vogtland schauen.
In der Nachbarschaft ist das ehemalige Rittergut sichtbar. Am Dorfplatz befinden sich Fachwerkhäuser verschiedener Bauart und das 1924 erbaute alte Spritzenhaus der Freiwilligen Feuerwehr. Hier gibt es ein Denkmal und einen Dorfbrunnen. Neben traditionellen Bauerngehöften, auf die sich Jößnitz gründet, befindet sich eine kleine Dorfkirche. Die Kirche mit ihrem Barockturm steht in ihrer jetzigen Form bereits seit 1755 auf dem Berg, im alten Dorf. Im Inneren des Gebäudes befindet sich ein Gemälde aus der Werkstatt von Lucas Cranach dem Älteren. Es zeigt den heiligen Georg als Drachentöter sowie die Stifterfamilie. Auch ein Taufstein mit acht kleinen Gemälden des Malers Benedikt Richter, entstanden 1598, verbirgt sich hinter diesen Mauern.
Das älteste noch erhaltene Haus von Jößnitz ist das Umgebindehaus. Es wurde in der ersten Hälfte des 17. Jahrhunderts errichtet und steht unter Denkmalschutz.
Das Tal der Weißen Elster ist die Ortsgrenze zur benachbarten Gemeinde Jocketa, hier überspannt die Elstertalbrücke den Fluss. Die nach der Göltzschtalbrücke zweitgrößte Ziegelbogenbrücke der Welt wurde für die Sächsisch-Bayerische Eisenbahn-Compagnie gebaut. Touristisch gesehen ist das Elstertal sehr reizvoll. Entlang des Ufers führen zahlreiche Wander- und Radwege, u. a. der 250 Kilometer lange Elsterradweg. Hierher kann man auch bequem mit der Elstertalbahn anreisen. Vom Bahnhof Barthmühle ist Jößnitz durch die Lohbachschlucht zu erwandern.

### Gedenkstätten
Auf dem linken Teil des Ortsfriedhofes befinden sich die Grabstätten und Gedenksteine für drei unbekannte jüdische KZ-Häftlinge aus einem Evakuierungstransport vom KZ Auschwitz, aus denen sie im April 1945 geworfen und tot aufgefunden wurden, sowie für eine unbekannte Person aus der Tschechoslowakei, die während des Zweiten Weltkrieges nach Deutschland verschleppt und Opfer von Zwangsarbeit wurde.

### Veranstaltungen
In zahlreichen Vereinen sind die Bewohner organisiert, hierzu zählen z. B. Feuerwehrverein, SG Jößnitz, Förderverein Schloss Jößnitz, Golfclub, Reit- und Fahrverein, Kaninchenzüchterverein, Königlich-Sächsischer Militärverein und Röttiser Dorfgemeinschaft e. V.
Veranstaltungen finden meist im Gemeindezentrum Hasengrund oder im alten Bahnhofsgebäude, das zur Begegnungsstätte ausgebaut wurde, statt. Vor der Wiedervereinigung war jedes Jahr das Hasenfest des Hasenzüchtervereins der Höhepunkt des Veranstaltungsjahres mit einer Mischung aus Kleintierausstellung, Kinderprogramm und Tanzveranstaltung. Als Gemeinschaftsprojekt der zahlreichen Vereine findet jetzt alle zwei Jahre das Schloss- und Parkfest statt.

## Infrastruktur

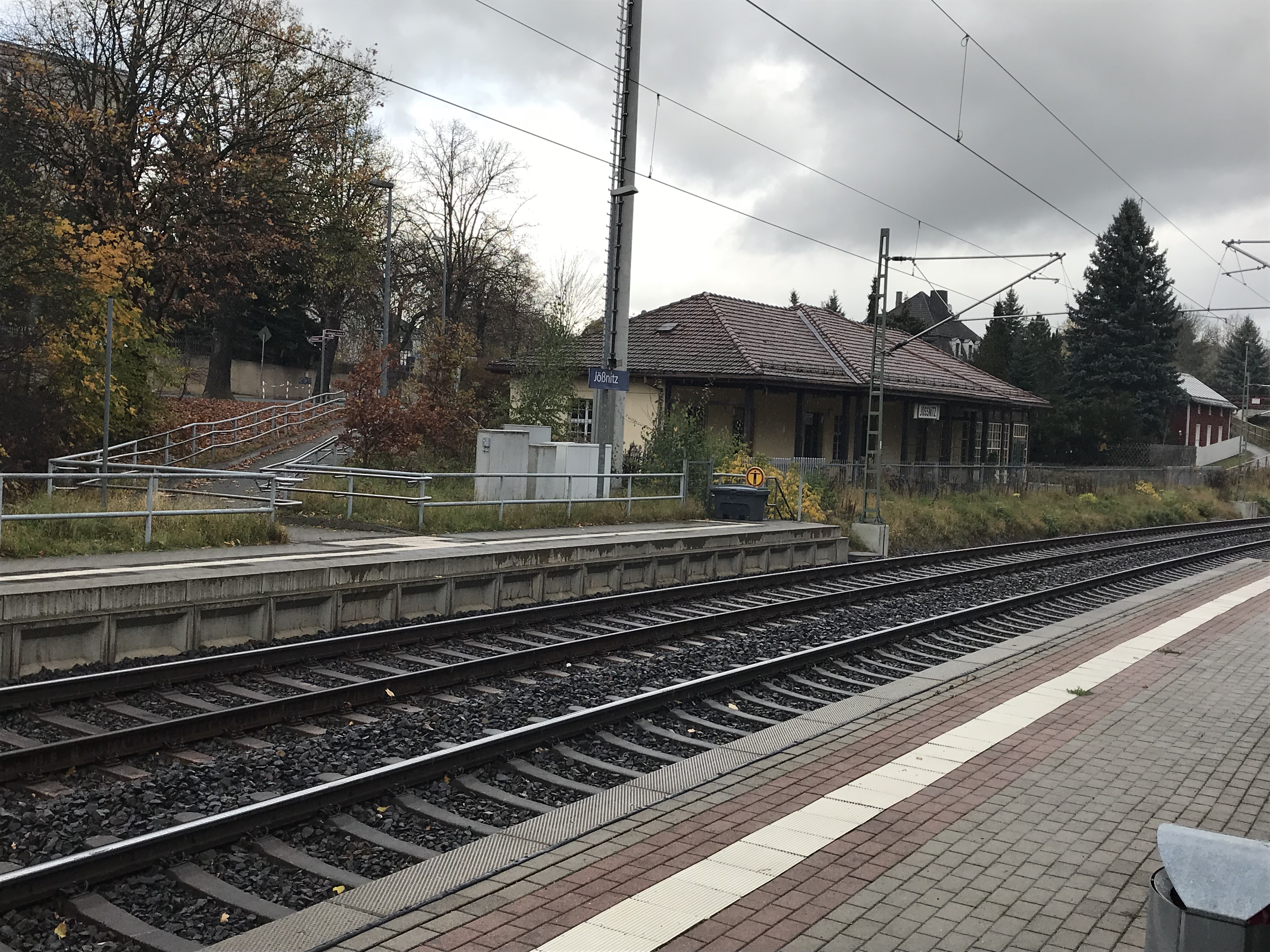
Haltepunkt Jößnitz, Empfangsgebäude (2017)

Jößnitz hat seit 1902 einen Haltepunkt an der Bahnstrecke Leipzig–Hof (Sachsen-Franken-Magistrale). Von hier aus verkehren die RB 2 und RB 5 der Vogtlandbahn. Jößnitz ist außerdem im Stundentakt mit der PlusBus-Linie 40 des Verkehrsverbunds Vogtland mit dem Oberen Bahnhof Plauen verbunden.

## Persönlichkeiten
- Paul Söllner (1877–1947), deutscher Maler, geboren in Jößnitz[17]